# Heike Wacker
Heike Wacker (geboren um 1970 als Heike Deininger) ist eine deutsche Handballspielerin und Handballtrainerin.

## Vereinskarriere
Unter ihrem Geburtsnamen Heike Deininger war die aus dem Unterland stammende Heike Wacker zunächst in der Leichtathletik aktiv, bevor sie zum Handball kam. Ab 1980 spielte sie beim VfL Neckargartach, mit dem sie nach der Zweitligasaison 1988/1989 in die Handball-Bundesliga aufstieg. Für den VfL spielte sie auch noch in der Regionalliga.

## Nationalmannschaft
Sie bestritt 17 Länderspiele für die deutsche Nationalmannschaft.
Ihr erstes Länderspiel absolvierte sie im Jahr 1989. Sie stand im Aufgebot bei der Weltmeisterschaft 1990, bei der das Team des Deutschen Handballbundes Platz 4 belegte; in drei Spielen eingesetzt warf sie dabei vier Tore.

## Trainerin
Sie trainierte einige Jahre lang das Frauenteam des TB Richen.

## Privates
Heike Wacker ist verheiratet und lebt mit ihrer Familie in Bad Wimpfen (Stand: 2019).